# Zbigniew Mroczyński
Zbigniew Mieczysław Mroczyński (ur. 5 sierpnia 1931 w Nowym Mieście Lubawskim, zm. 11 lipca 2024 w Gdańsku) – polski trener lekkoatletyczny, profesor, rektor AWF w Gdańsku (1990–1996).

## Życiorys
Studiował w Akademii Wychowania Fizycznego Józefa Piłsudskiego w Warszawie, w 1974 r. obronił pracę doktorską, w 1993 r. habilitował się. W 1995 r. uzyskał tytuł profesora nauk o kulturze fizycznej.
Pracował w Wyższej Szkole Turystyki i Hotelarstwa w Gdańsku, na Uniwersytecie Kazimierza Wielkiego, oraz w Wyższej Szkole Humanistyczno-Ekonomicznej we Włocławku. Wykładał również na Uniwersytecie Christiana Albrechta w Kilonii oraz Wyższej Szkole Pedagogicznej w Magdeburgu.
Pochowany na Cmentarzu Witomińskim w Gdyni.